# ウィリアム・ラパラ
ウィリアム・ラプラ（William Julien Emile Edouard Laparra、1873年11月25日 - 1920年9月5日）はフランスの画家である。人物画や風俗画を描いた。

## 略歴
ボルドーでスペイン出身の父親のもとに生まれた。弟に作曲家になったラウル・ラパラ(1876-1943)がいる。ボルドーの美術学校で学んだ後、1892年にパリの美術学校、アカデミー・ジュリアンに入学し、ウィリアム・アドルフ・ブグローやトニ・ロベール＝フルーリー、ジュール・ジョゼフ・ルフェーブルに学んだ。22歳になった時、ローマ賞を受賞した。フランス芸術家協会の展覧会に出展し、アカデミー・ジュリアンで教えた。
ローマ賞を受賞していた彫刻家、ポール・ランドスキの妹 Franciszka Wanda Landowska (1879-1904)と1902年に結婚した。1904年に妻が亡くなった後、数年して、地質学者のマルセル・アレクサンドル・ベルトランの娘で、オーストリア出身の画家、ウィリー・アイゼンシッツ(Willy Eisenschitz)の義理の妹の Claire Bertrandと再婚した。1890年代の初め、パリで活動していたスペインの画家、イグナシオ・スロアガとも親しかった。
スペイン人の父親の影響もあって、スペインの風俗に興味を持ち1908年から何度かスペインに旅し、ブルゴスやマドリード、トレドに滞在した。後に、イタリア、ギリシャ、エジプトも旅した。
1920年に47歳でスペイン滞在中に没した。

## 作品

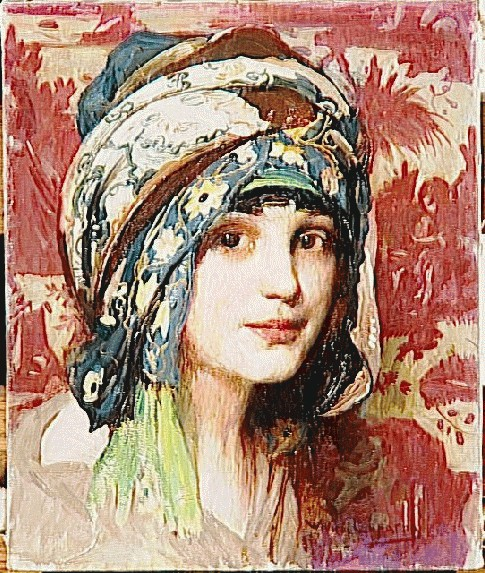
緑のターバンの少女
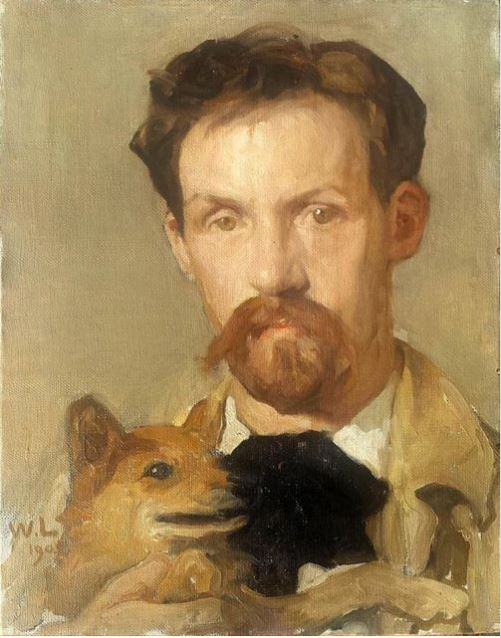
ポール・ランドスキ
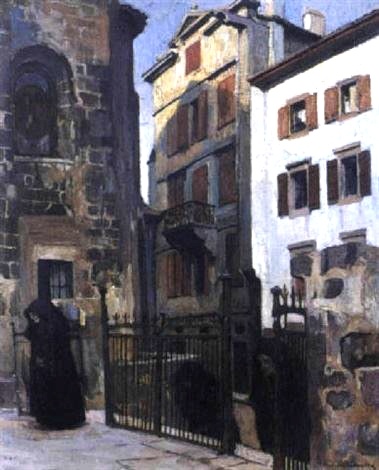
ミサの後
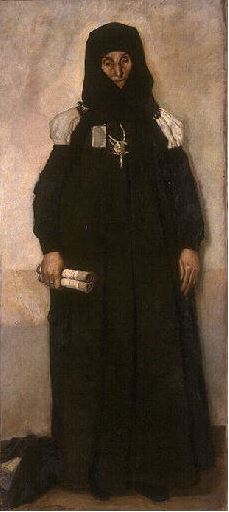
中東のハーブ売り

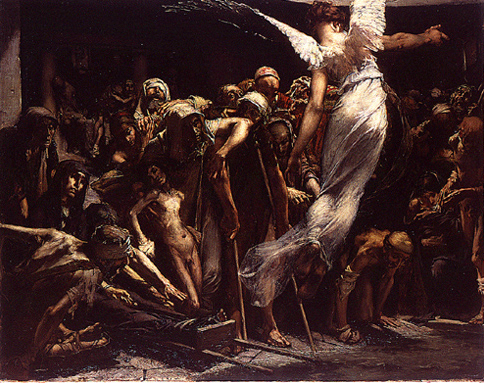
ベトザタの池 (1898)
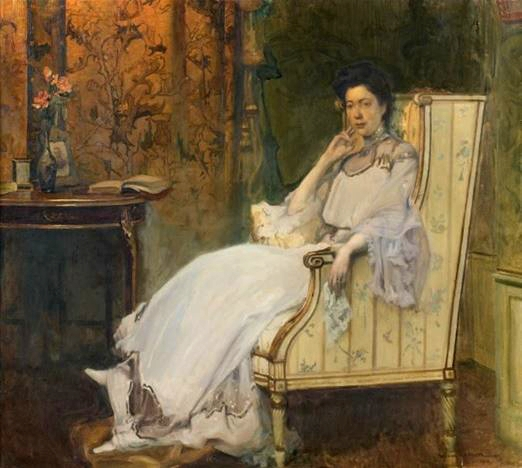
物思いにふける女性 (1904)
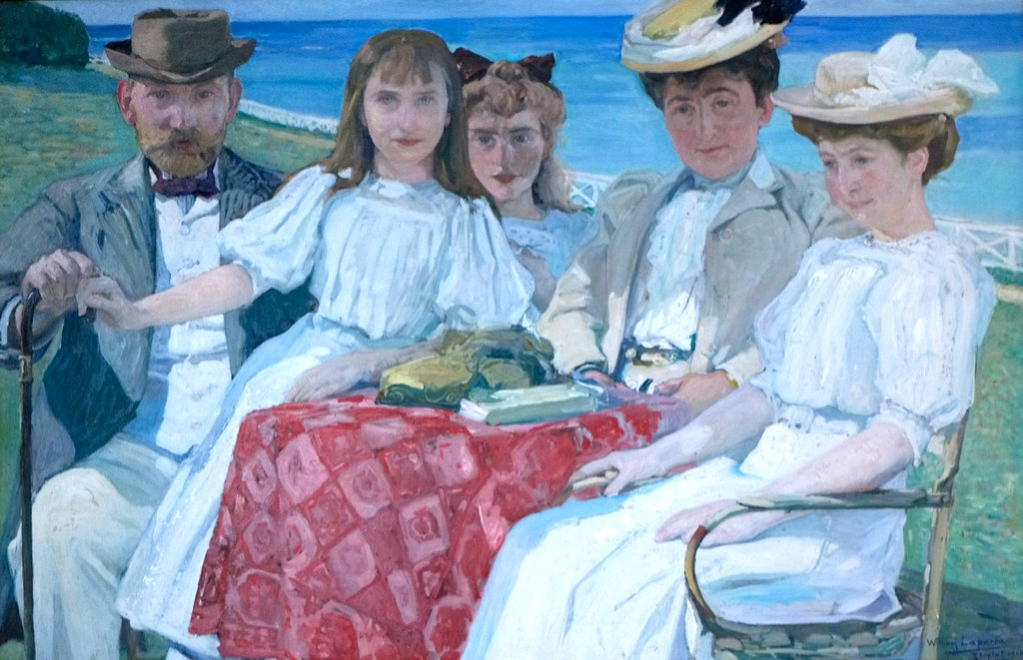
家族 (1906)

## 関連図書
- Bénézit, Dictionnaire des peintres, sculpteurs, dessinateurs et graveurs, Paris, Gründ, 1999.
- Annick Bergeon, Gérard Caussimont and Francis Ribemont, Catalogue de l’exposition William Laparra au Musée des Beaux-Arts de Bordeaux, William Blake & co., 1997 ISBN 978-2-8410-3059-0.
- Eugène Bouvy, "L'exposition William Laparra à la salle Imberti", In: Revue philomathique de Bordeaux et du Sud-Ouest, 1919, pgs.24-29